# Nippoptilia pullum
Nippoptilia pullum là một loài bướm đêm thuộc họ Pterophoridae. Nó được tìm thấy ở New Guinea